# Pfarrkirche Großwilfersdorf

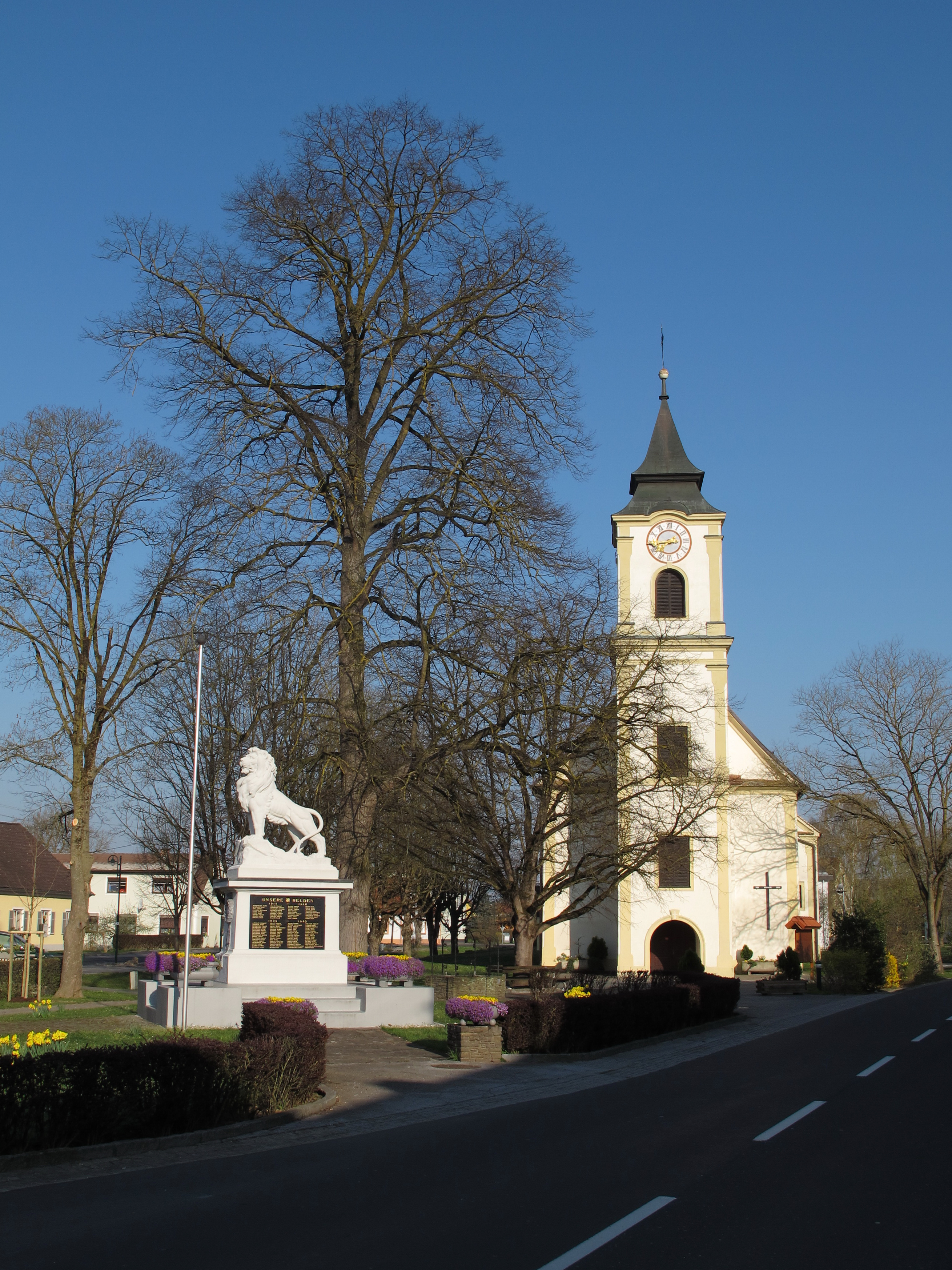
Katholische Pfarrkirche Hl. Dreifaltigkeit in Großwilfersdorf

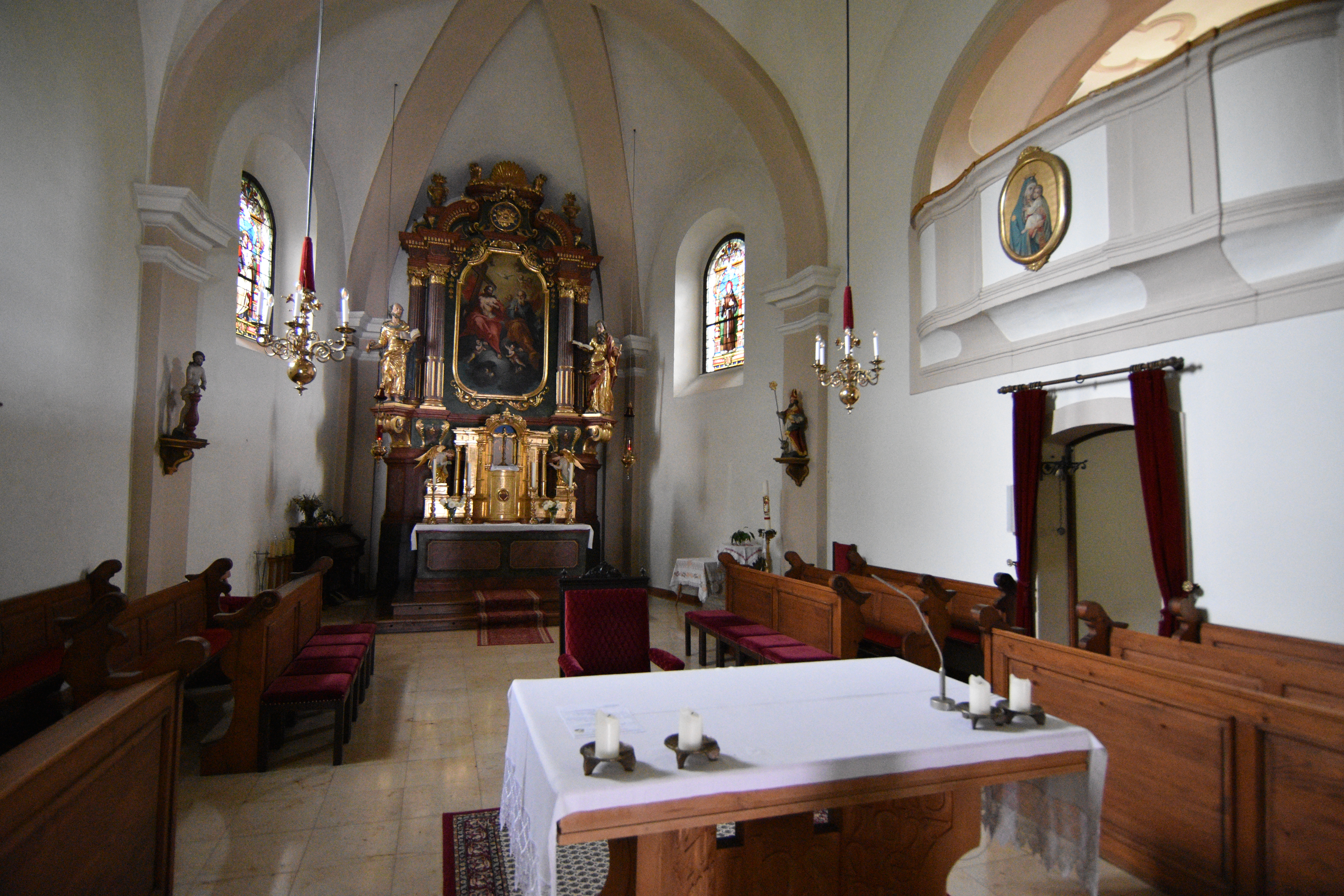
Chor, Blick zum Volks- und Hochaltar

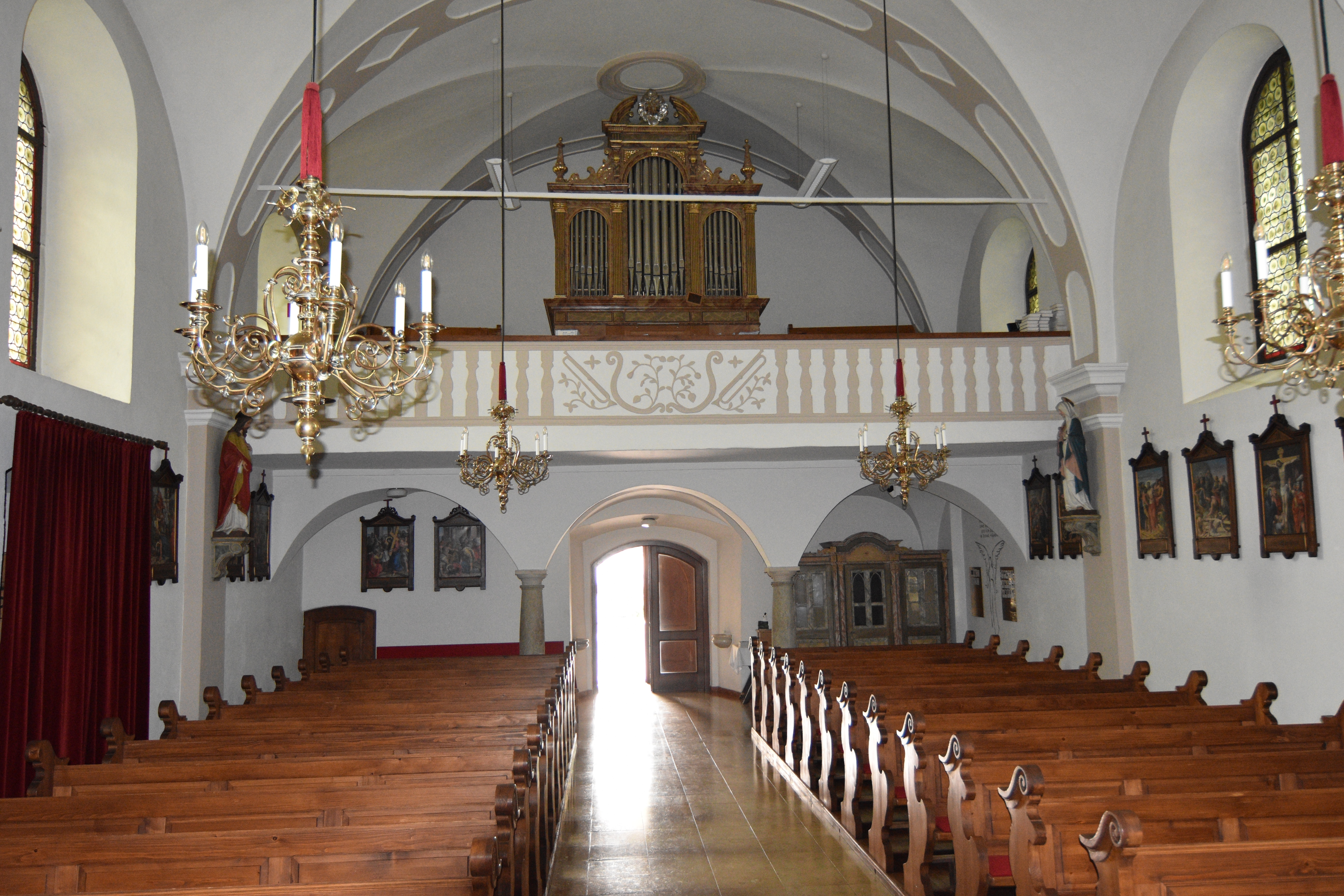
Langhaus, Blick zur Orgelempore

Die römisch-katholische Pfarrkirche Großwilfersdorf steht in der Gemeinde Großwilfersdorf im Bezirk Hartberg-Fürstenfeld in der Steiermark. Die dem Patrozinium der Hll. Dreifaltigkeit unterstellte Pfarrkirche gehört zur Region Oststeiermark (Dekanat Waltersdorf) in der Diözese Graz-Seckau. Die Kirche steht unter Denkmalschutz (Listeneintrag).

## Geschichte
Die Kirche wurde 1754 zur Pfarrkirche erhoben.
Der Barockbau aus dem späten 17. Jahrhundert, der Chor 1674, das Langhaus 1682/1683, der Turm 1702, erhielt im 18. Jahrhundert bauliche Erweiterungen. 1976/1977 war eine Gesamtrestaurierung.

## Architektur
Die Kirche mit Langhaus und Chor hat einen östlich am Chor angestellten Turm.
Das Kircheninnere zeigt ein dreijochiges Langhaus mit queroblongen Jochen mit Kreuzgratgewölben und Gurten mit vertiefter Felderführung auf Pilastern. Der quadratische Chor hat ein achtteiliges Gratgewölbe und einem Dreiachtelschluss mit Gurten über Pilastern. Die nordseitige Sakristei am Chor ist mit einer Empore mit einer leicht geschwungenen Brüstung zum Chor geöffnet. Der Turm hat eine offene Turmhalle und trägt einen gebrochenen Pyramidenhelm.
Der Turm zeigt vorne die Freskenbilder Dreifaltigkeit sowie Anbetung des hl. Patricius von Prusa (?).

## Einrichtung
Der Hochaltar und der linke Seitenaltar sind neubarock aus dem Ende des 19. Jahrhunderts. Der Hochaltar zeigt das Altarblatt Dreifaltigkeit von Carl Aigen aus dem dritten Viertel des 18. Jahrhunderts. Der rechte Seitenaltar zeigt das Bild Patrizius aus dem zweiten Viertel des 18. Jahrhunderts, gleichzeitig die einfache Kanzel mit der Figur Guter Hirte auf dem Schalldach.
Die Vorgänger-Orgel aus 1905 von Matthäus Mauracher wurde 2009 durch eine Orgel von Martin Pflüger ersetzt.

## Grabdenkmäler
- Ein Grabstein nennt L. Kumer 1756.